# 米漢雯

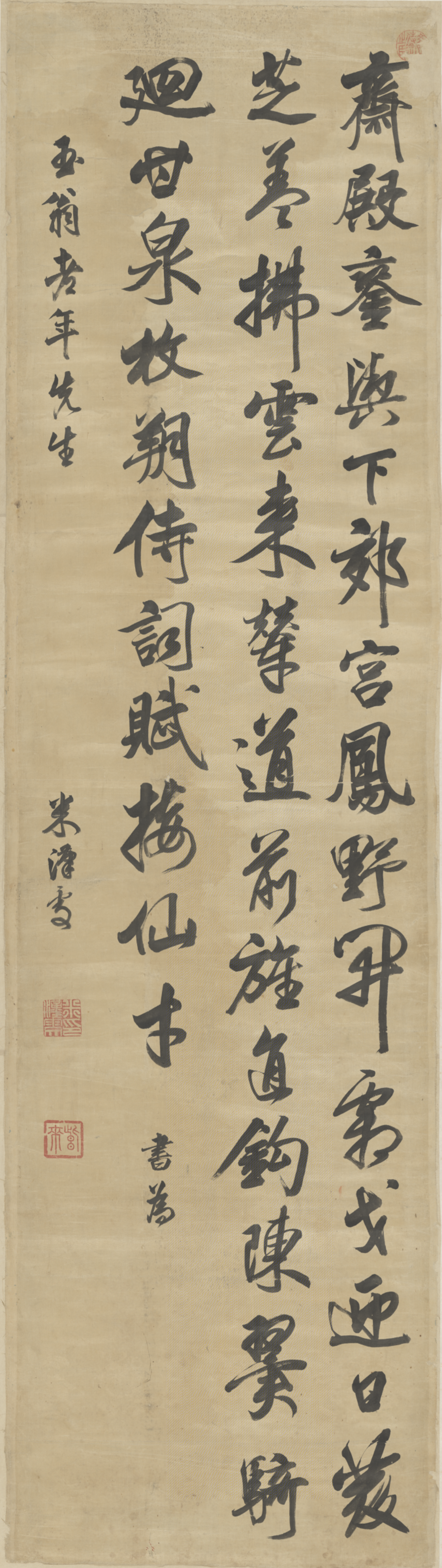
米漢雯行書徐禎卿《駕出南郊退簡邊喬二太常》

米汉雯（？—？），字紫来，号秀岩，顺天府宛平县（今北京）人，清朝官员、书画家。

## 生平
明太仆寺卿米万钟孙。顺治十八年（1661年）中进士，康熙十八年（1679年）召试博学鸿词科，位列第二等，改翰林院编修，官至侍讲学士。
米汉雯工书画，得米芾之法，时有“小米”之誉。尤善山水，且工篆刻。有《漫园》、《存始》诸集。